# Chlibne (obwód charkowski)
Chlibne (ukr. Хлібне) – wieś na Ukrainie, w obwodzie charkowskim, w rejonie łozowskim, w hromadzie Łozowa. W 2001 liczyła 366 mieszkańców, spośród których 325 wskazało jako ojczysty język ukraiński, 38 rosyjski, a 3 białoruski.